# Giraffatitan
 Giraffatitan  ist eine Gattung sauropoder Dinosaurier aus dem Oberjura von Afrika. Mit einer Gesamtlänge von bis zu 26 Metern zählt dieser Dinosaurier zu den größten Landtieren der Erdgeschichte. Die ersten Fossilien stammen von der Fundstelle Tendaguru im früheren Deutsch-Ostafrika (heute Tansania), wo sie im Rahmen einer deutschen Expedition, die in den Jahren 1909 bis 1913 stattfand, ausgegraben und nach Berlin gebracht wurden. Ursprünglich wurde die Typus-Art Giraffatitan brancai von Werner Janensch als afrikanische Art von Brachiosaurus, Brachiosaurus brancai, beschrieben, wurde inzwischen jedoch in eine eigene Gattung verschoben.
Mit weiteren Gattungen bildet Giraffatitan aufgrund gemeinsamer anatomischer Merkmale (Synapomorphien) wie den langen Vorderbeinen und den hoch liegenden Nasenöffnungen das Taxon Brachiosauridae. Giraffatitan ist die Schwestergattung von Brachiosaurus.

## Systematik

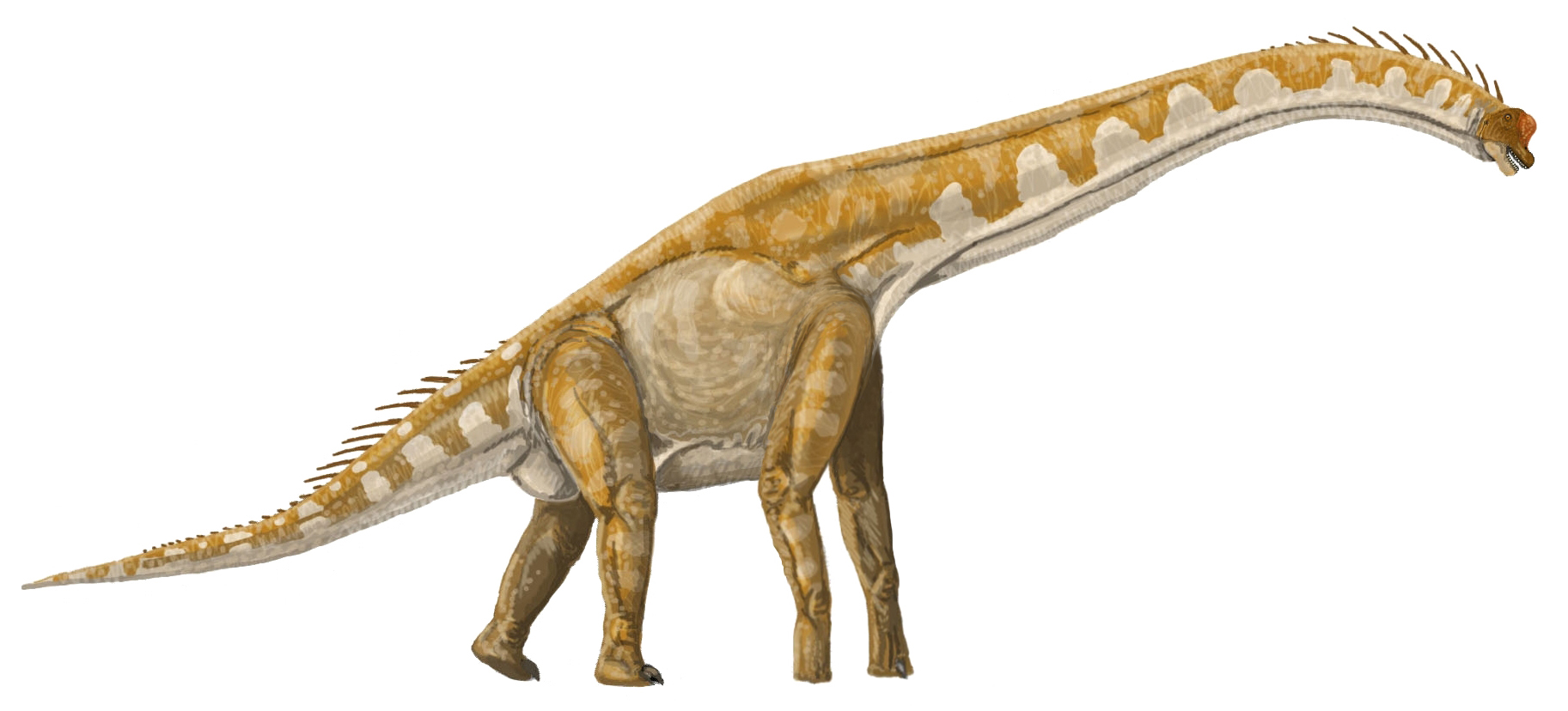
Lebendrekonstruktion von Giraffatitan

Janensch beschrieb zwei Arten, Brachiosaurus brancai und Brachiosaurus fraasi, stellte aber bald fest, dass B. fraasi ein jüngeres Synonym von B. brancai ist. Gregory S. Paul wies im Jahr 1988 auf eine Reihe von Unterschieden zwischen der nordamerikanischen Typus-Art von Brachiosaurus (B. altithorax) und dem afrikanischen Material hin und stellte B. brancai in eine eigene Untergattung Giraffatitan. George Olshevsky hielt diese Unterschiede für bedeutsam genug, um Giraffatitan zu einer Gattung zu erheben. Eine genaue Untersuchung von Michael Taylor zeigte, dass diese Unterscheidung gerechtfertigt ist, da die Differenzen zwischen den beiden Arten deutlich größer sind als die zwischen anderen gut bekannten Sauropodengattungen, wie etwa Diplodocus und Barosaurus.

## Skelett in Berlin
Im Berliner Museum für Naturkunde ist ein Skelett von Giraffatitan ausgestellt, das von der paläontologischen Gesellschaft zum Fossil des Jahres 2012 gewählt wurde. Es besteht aus Skelettmaterial von mehreren Individuen und enthält auch das Material des Holotypus (HMN  SII). Das beistehende Zertifikat von Guinness World Records über den Rekord des weltgrößten Dinosaurierskeletts bezeichnet ihn weiterhin als Brachiosaurus brancai.

### Schwanz
Eine 3D-Analyse an 18 sehr gut erhaltenen Schwanzwirbeln des Ausstellungsstücks durch eine Gruppe um Verónica Díez Díaz vom Berliner Museum für Naturkunde legt nahe, dass der Schwanz von Giraffatitan viel beweglicher war als bislang angenommen. Demnach konnte der Schwanz um 82 bis 108 Grad aufwärts und 44 bis 53 Grad abwärts gebogen werden. Abwärts war die Bewegung durch die Hämalbögen begrenzt. Des Weiteren legen Ausrichtung und Form der Gelenkflächen zwischen den Wirbeln seitliche Bewegungen zwischen 42 und 79 Grad nahe. Der Schwanz konnte um bis zu 26 Grad verdreht werden. Ein solchermaßen beweglicher Schwanz hätte dem Gleichgewicht und der Fortbewegung, aber auch der Verteidigung und der Kommunikation mit Artgenossen dienen können.